# Уральський завод цивільної авіації
АТ "Уральський завод цивільної авіації" (рос. Уральский завод гражданской авиации, УЗГА, раніше також Завод № 404) - найбільше авіабудівельне та авіаремонтне підприємство Свердловської області. Один із лідерів галузі літакобудування в РФ. Спеціалізується на розробці, виробництві, випробуваннях, ремонті та обслуговуванні авіаційної техніки, вузлів і агрегатів. У компанію входять виробничий центр з технічного обслуговування і ремонту двигунів, авіабудівні потужності, інженерний центр, низка дочірніх, залежних і відокремлених компаній.

## Санкції
Через анексію Криму та вторгнення Росії в Україну Уральський завод цивільної авіації перебуває під санкціями всіх країн Євросоюзу. У 2023 році Євросоюз ввів щодо заводу блокуючі санкції, оскільки завод виробляє і поставляє БпЛА «Форпост», який використовується Збройними силами Російської Федерації у війні Росії проти України.
З 27 січня 2023 року під торговими санкціями США через розробку БпЛА Альтаїр для МО РФ і участь персоналу заводу в ремонті БПЛА, використаних під час вторгнення в Україну. 
19 травня 2023 року був включений до блокуючого санкційного списку США «за підтримку військового та оборонного сектора Росії» .
11 квітня 2023 року завод включений до санкційного списку Канади «організацій, причетних до війни Путіна». За аналогічними підставами завод також перебуває під санкціями Австралії, України та Швейцарії .
1. ↑  Decision - 2022/2478 - EN - EUR-Lex. eur-lex.europa.eu (англ.). Процитовано 18 червня 2025.
2. ↑  Шесть свердловских предприятий попали под санкции ЕС. URBC.RU — новости экономики (рос.). Процитовано 18 червня 2025.
3. ↑  European Union. Official Journal of the European Union L59I.
4. ↑  Уральский завод гражданской авиации попал под санкции. Уралинформбюро (рос.). Процитовано 18 червня 2025.
5. ↑  Treasury Sanctions Russian Proxy Wagner Group as a Transnational Criminal Organization. U.S. Department of the Treasury (англ.). 8 лютого 2025. Процитовано 18 червня 2025.
6. ↑  Times, Русская служба The Moscow (19 травня 2023). США ввели санкции против более 100 российских компаний и резко ужесточили запрет на экспорт. Русская служба The Moscow Times (рос.). Процитовано 18 червня 2025.
7. ↑  США ввели санкции против 71 компании из России, Армении и Киргизии. Forbes.ru (рос.). 19 травня 2023. Процитовано 18 червня 2025.
8. ↑  Freifeld, Karen (19 травня 2023). From sunglasses to milking machines, US halts more exports to Russia. Reuters (англ.). Процитовано 18 червня 2025.
9. ↑  Канада расширила санкции против России. Forbes.ru (рос.). 11 квітня 2023. Процитовано 18 червня 2025.
10. ↑  Австралия ввела санкции против двух свердловских предприятий. Коммерсантъ (рос.). 20 липня 2023. Процитовано 18 червня 2025.
11. ↑  УКАЗ ПРЕЗИДЕНТА УКРАЇНИ №726/2022 — Офіційне інтернет-представництво Президента України. Офіційне інтернет-представництво Президента України (ua) . Архів оригіналу за 13 червня 2025. Процитовано 18 червня 2025.
12. ↑  АКЦІОНЕРНЕ ТОВАРИСТВО "УРАЛЬСЬКИЙ ЗАВОД ЦИВІЛЬНОЇ АВІАЦІЇ". War & Sanctions (укр.). Процитовано 18 червня 2025.